# Rodion Malinovski

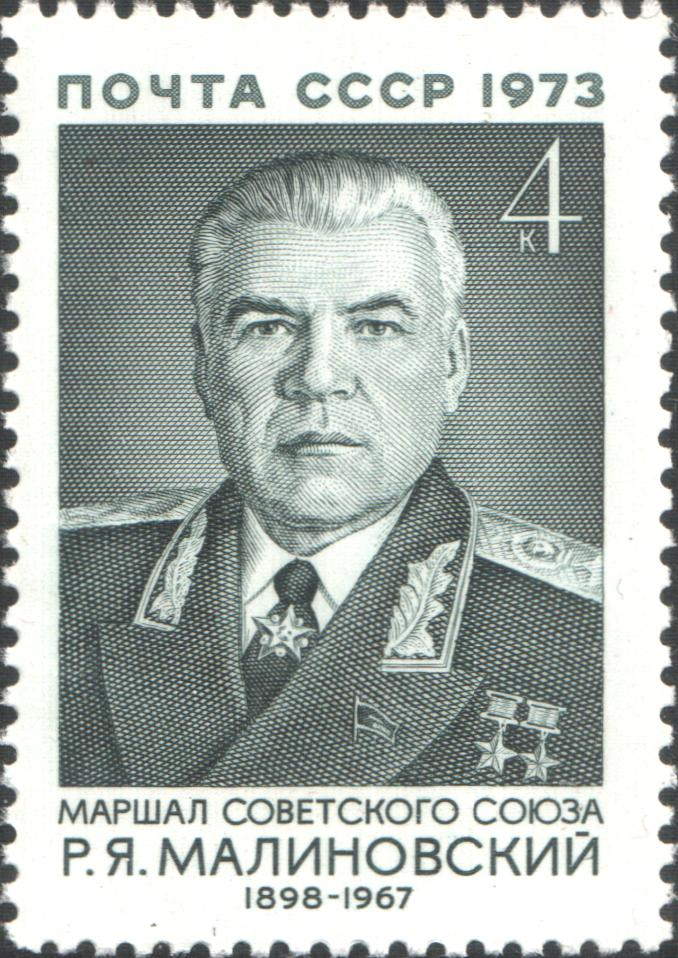
Mareșalul sovietic Rodion Malinovski.

Rodion Iakovlevici Malinovski (în rusă Родион Яковлевич Малиновский, n. 10/22 noiembrie 1898, Odessa, Imperiul Rus – d. 31 martie 1967, Moscova, RSFS Rusă, URSS) a fost un mareșal rus, unul dintre principalii comandanți militari sovietici din timpul celui de-al Doilea Război Mondial.
Malinovski a fost membru al PCUS din 1926. În timpul celui de-al Doilea Război Mondial a fost un comandant sovietic de mare importanță care, între altele, a avut funcții de conducere în Bătălia de la Stalingrad și a fost președintele Comisiei Aliaților pentru România. Malinovski a fost onorat cu cele mai importante decorații sovietice. Rodion Malinovski a fost decorat ca Erou al Uniunii Sovietice în 1945 și 1958.
Mareșalul rus este responsabil, alături de Serghei Trofimenco, de bătălia de la Oarba de Mureș din septembrie-octombrie 1944 în care au fost înregistrate pierderi semnificative pentru militarii români - în total 6753 din care 897 uciși, 4118 răniți, 1738 dispăruți, conform istoricului militar Alesandru Duțu, Armata română în război, 1941-1945, (Editura Enciclopedică, București, 2016.). În 1950, mareșalul Rodion Malinovski a fost decorat cu Medalia „Eliberarea de sub jugul fascist”.